# Bektašijski dedebaba
Bektašijski dedebaba (albanski: kryegjysh) vjerski je i duhovni poglavar muslimana bektašija i bektašijske zajednice. Za razliku od kršćanskog pape, dedebabe nisu smatrani poslanicima boga (Alaha). Trenutačni je, osmi bektašijski dedebaba Baba Mondi.

## Popis
Sljedeće su osobe držale funkciju dedebabe od izgnanstva bektašija iz Turske u Albaniju 1925. godine:
| br. | slika                          | ime                          | mandat            | mandat              |
| --- | ------------------------------ | ---------------------------- | ----------------- | ------------------- |
| 1   |                                | Salih Nijazi (1876. – 1941.) | 20. ožujka 1930.  | 28. studenoga 1941. |
| 1   | 11 godina, 8 mjeseci i 8 dana  | Salih Nijazi (1876. – 1941.) |                   |                     |
| 2   |                                | Ali Riza (1882. – 1944.)     | 6. siječnja 1942. | 22. veljače 1944.   |
| 2   | 2 godine, 1 mjesec i 16 dana   | Ali Riza (1882. – 1944.)     |                   |                     |
| 3   |                                | Kamber Ali (1869. – 1950.)   | 12. travnja 1944. | 1945.               |
| 3   | oko 1 godine                   | Kamber Ali (1869. – 1950.)   |                   |                     |
| 4   |                                | Xhafer Sadik (1874. – 1945.) | 5. svibnja 1945.  | 2. kolovoza 1945.   |
| 4   | 2 mjeseca i 28 dana            | Xhafer Sadik (1874. – 1945.) |                   |                     |
| 5   |                                | Abaz Hilmi (1887. – 1947.)   | 6. rujna 1945.    | 19. ožujka 1947.    |
| 5   | 1 godina, 6 mjeseci i 13 dana  | Abaz Hilmi (1887. – 1947.)   |                   |                     |
| 6   |                                | Ahmet Myftar (1916. – 1980.) | 8. lipnja 1947.   | 1958.               |
| 6   | 9 ili 10 godina                | Ahmet Myftar (1916. – 1980.) |                   |                     |
| 7   |                                | Baba Reshat (1935. – 2011.)  | 20. srpnja 1993.  | 2. travnja 2011.    |
| 7   | 17 godina, 8 mjeseci i 13 dana | Baba Reshat (1935. – 2011.)  |                   |                     |
| 8   |                                | Baba Mondi (* 1959.)         | 11. lipnja 2011.  | danas               |
| 8   | 13 godina                      | Baba Mondi (* 1959.)         |                   |                     |

## Vanjske poveznice
- Progon bektašijskog klera (engleski)